# Capitólio Estadual da Geórgia

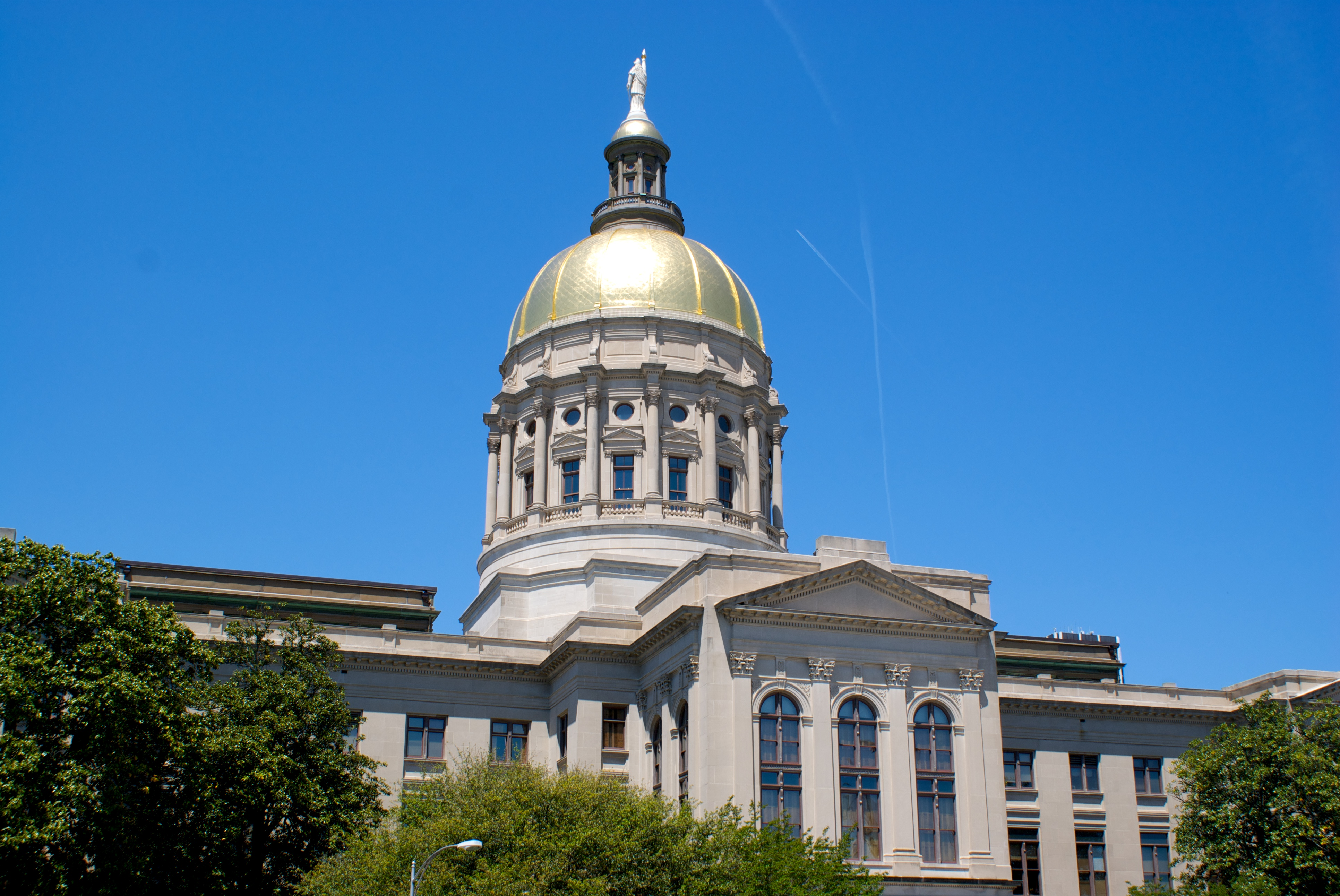
Fachada do Capitólio estadual da Geórgia em Atlanta.

O Capitólio do Estado da Geórgia (Georgia State Capitol) é a sede da Assembleia Geral da Geórgia, abrigando, portanto, o Senado e a Câmara dos Representantes. Localizado no centro de Atlanta, o Capitólio da Geórgia é uma das maiores atrações turísticas da região alémd e ser de extremamente significativo para a população do estado. Desde 1971, está listado no Registro Nacional de Lugares Históricos (NRHP). 
O Capitólio da Geórgia foi construído no local da primeira Prefeitura de Atlanta (Atlanta City Hall) após a escolha desta como capital estadual. Durante a Campanha de Atlanta, a legislatura se reuniu em Macon e Louisville.